# RCS-4
RCS-4 – organiczny związek chemiczny, syntetyczny kannabinoid. W Polsce od 2011 roku jest w grupie I-N Ustawy o przeciwdziałaniu narkomanii.